# Horseland (serial)
Horseland este un serial animat americano-canadian produs de DIC Entertainment și Cookie Jar Entertainment. A avut premiera la 20 ianuarie 2007 pe Discovery Channel în Statele Unite.